# الطريقة الأسهل (فلم 1931)
الطريقة الأسهل (بالإنجليزية: The Easiest Way) فيلم دراما أمريكي انتج عام 1931 من إخراج جاك كونواي وبطولة كلارك غيبل.

## روابط خارجية
- مقالات تستعمل روابط فنية بلا صلة مع ويكي بيانات